# MacBook Air
Ez az oldal a MacBook Air számítógépekről szól, nem egyetlen, aktuális modellről.
A MacBook Air az Apple magánhasználatra szánt hordozható számítógépe. Az első változatot Steve Jobs mutatta be 2008. január 18-án a San Franciscó-i Apple fejlesztői konferencia megnyitó beszédének végén, a legendás one more thing részben. A MacBook Air azóta az Apple olcsóbb hordozható számítógépeinek a neve, üzleti célra az Apple a MacBook Pro-t ajánlja.
A MacBook Air első verziója Intel Core 2 Duo processzoros volt, az ezt követő MacBook Airek is Intel processzorosok voltak egészen 2020. november 10-ig, amikortól az Apple saját, M1 jelzésű processzorával kínálta a MacBook Airt. 2022. június hatodikán bemutatták az M2 processzorral szerelt MacBook Airt.
A legújabb MacBook Airt az Apple 2024. március 4-én mutatta be. A 13 és 15 inches kijelzőjű modelleket az Apple M3 processzora hajtja. Elődjükkel ellentétben lecsukott állapotban is képesek akár két külső kijelzőt is meghajtani, illetve Wifi 6 helyett Wifi 6E szolgáltatás használatára képesek.

## A MacBook Air története

### MacBook Air – Intel

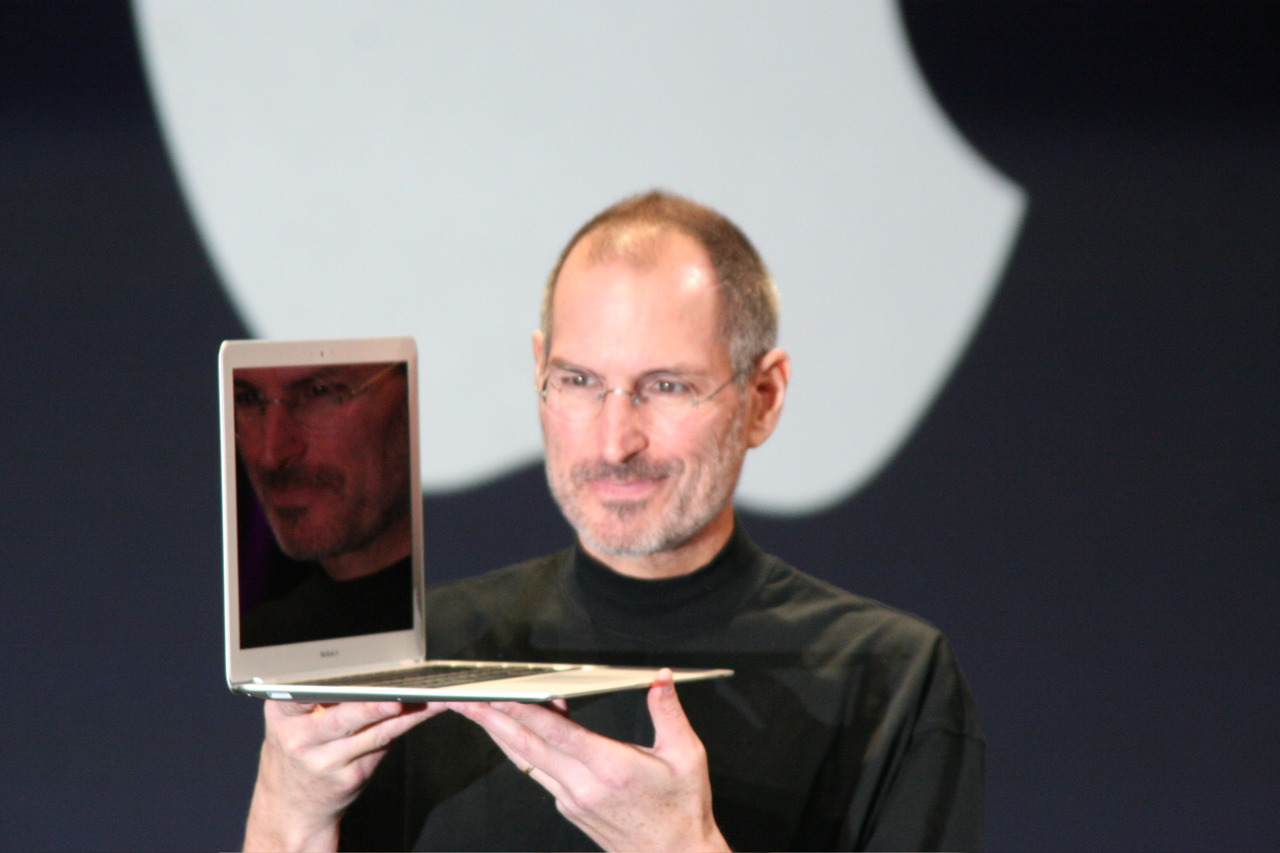
2008. januárjában a San francisco-i WWDC-n Steve Jobs mutatta be az új MacBook Airt.

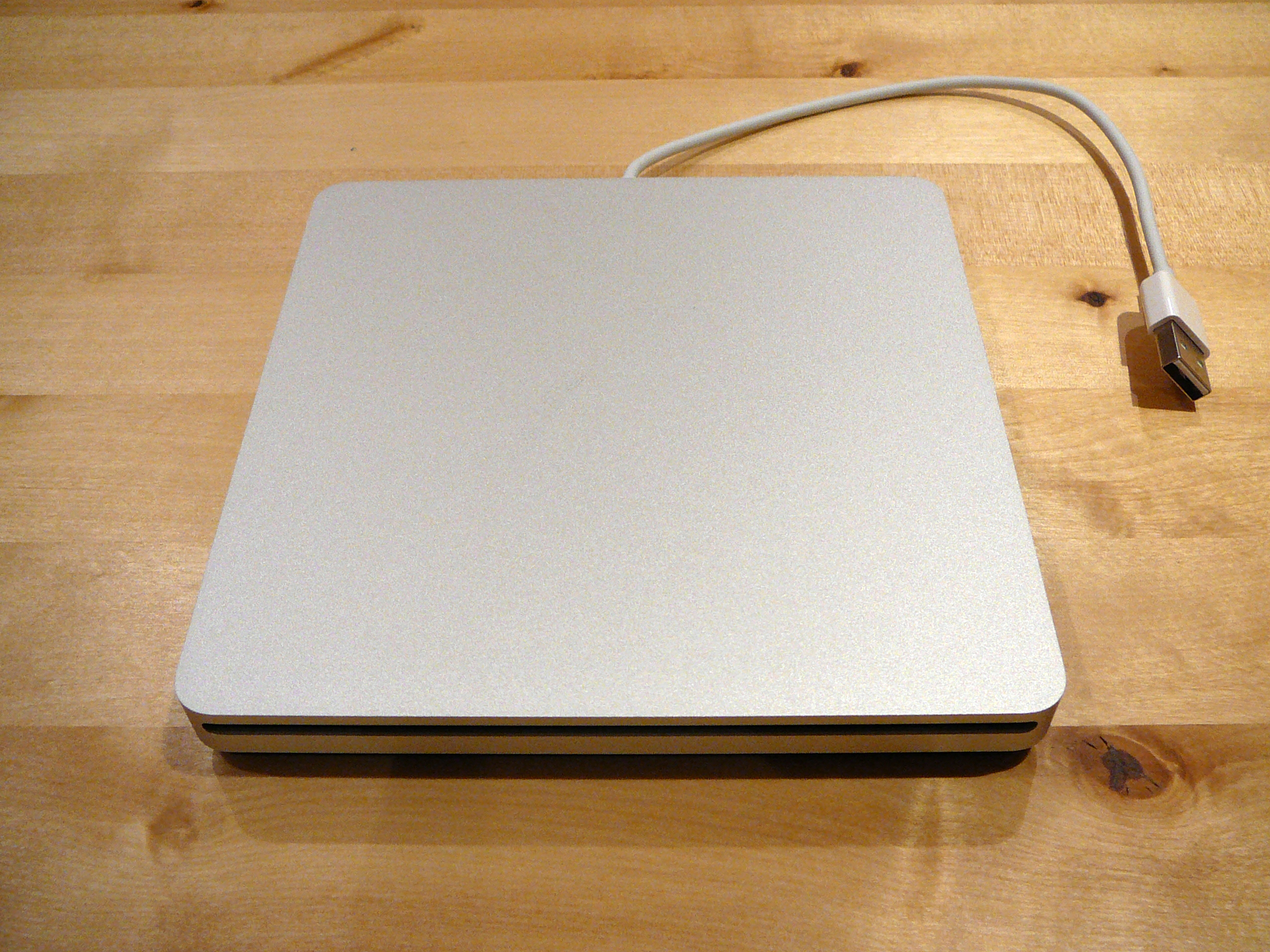
Apple USB SuperDrive. A külső CD-DVD író-olvasó eszközt kínálták azoknak, akik ezt a tudást a szuper vékony MacBook Airből hiányolták.

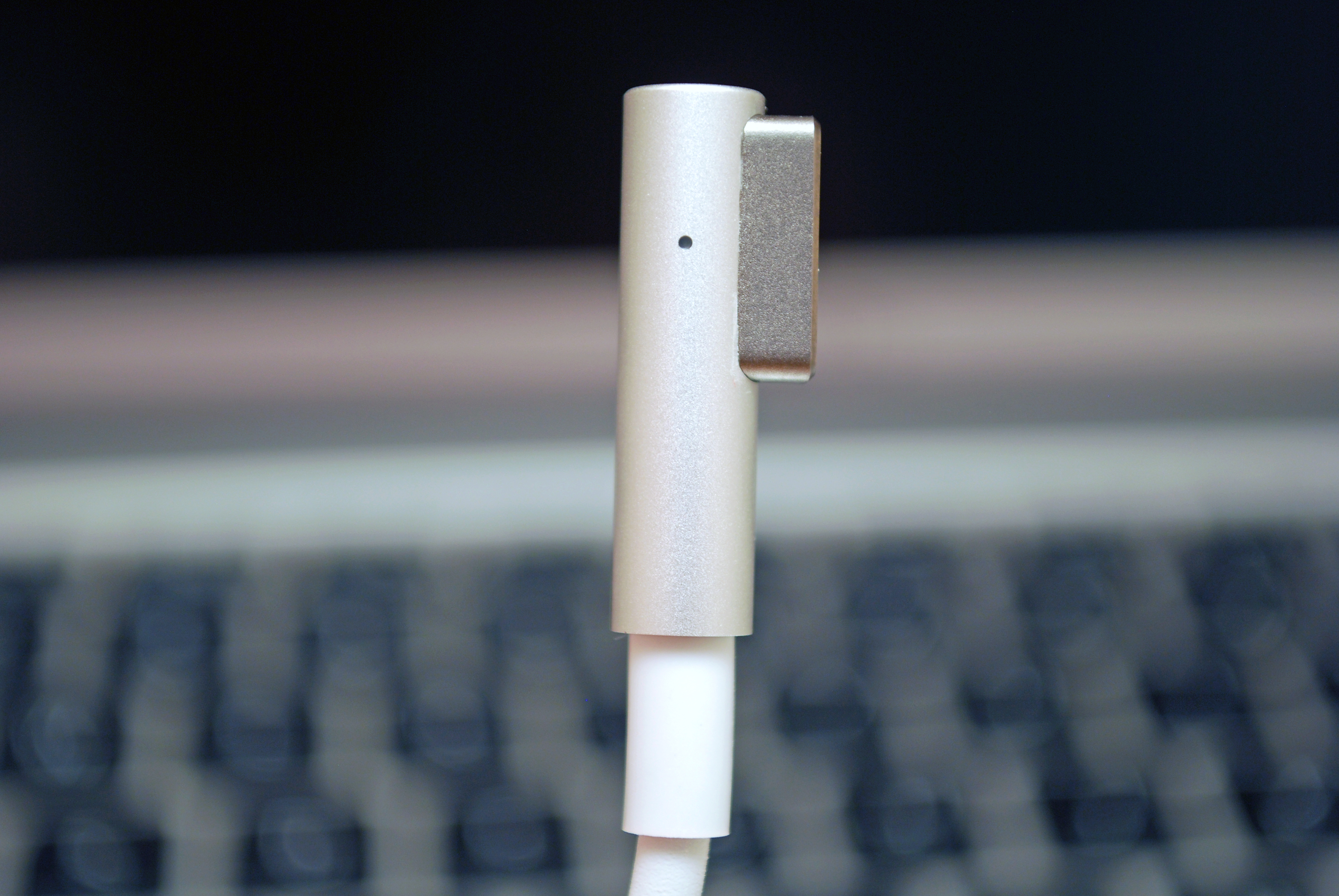
A mágneses MagSafe 2 töltő csatlakozó. Az egyik apróság, amiért a Macesek szerették az Apple-t. A mágnes a legkisebb rántásra engedett, így a kábel megrántása nem rántotta magával a földre a MacBook Airt. Az USB-C kialakítása miatt már nincs MagSage töltő, de más gyártók kínálnak megoldást.

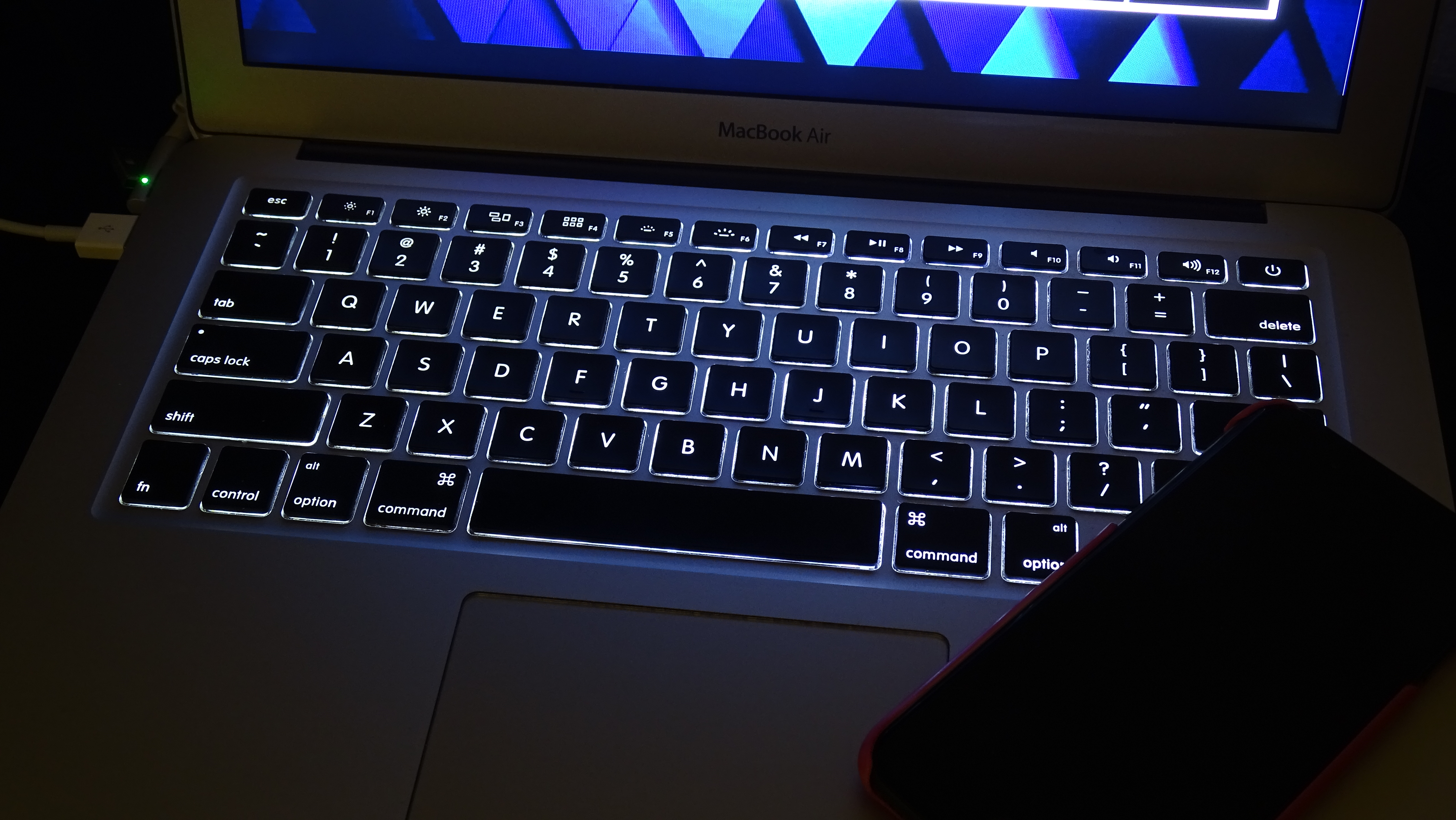
Sötétben, a beépített fényérzékelő, felkapcsolja a billentyűzet háttérvilágítását. A MacBook Pro kategóriájában elsőként kínálta ezt a hasznos kényelmi szolgáltatást.

A 2008 januárjában bejelentett MacBook Air volt a legvékonyabb Apple laptop, bemutatásakor a világ legvékonyabb laptopja. Ahhoz, hogy az Apple ezt a csúcskategóriás, vékony és nagyon könnyű számítógépet megalkossa, számos kompromisszumot hozott. A MacBook Air 1,6 GHz-es (vagy a drágábban rendelhető 1,8 GHz-es) sebességnél lassabb volt, mint az Apple MacBook Pro. A 2GB memóriát az alaplapra forrasztották, nem volt bővíthető. A merevlemeze sem volt csúcskategória. Egyetlen USB portja volt, az Ethernet hálózathoz USB-Ethernet átalakítót kínált az Apple. Amiben az Apple nem kötött kompromisszumot: számbillentyűzet nélküli billentyűzettel látta el a MacBook Airt, így nem kellett a megszokott billentyű méretet redukálni, ahogy azt a pécés konkurensek a teljes billentyűzet kínálása miatt meg kellett, hogy tegyék. A gép akkoriban meglepően nagy touchpadet kapott, ami több ujjal végzett műveleteket is érzékelt, ahogy az iPhone.
Leginkább az akkoriban fontos CD-DVD író-olvasó hiányzott a MacBook Airből, az Apple két megoldást kínált a problémára. Az egyik külső házba rakott SuperDrive volt, illetve az Mac OS X operációs rendszert kiegészítette, hogy a wifi-hálózaton belül más, SuperDrive-os Mac elérésekor az meg tudja osztani az optikai lemez egységét.
A bemutatón Jobs egy postai borítékból húzta elő az Apple magáncélra szánt hordozható gépét, amelynek legfontosabb tulajdonsága, hogy vékony (19,4mm). A MacBook Air jellemzői: Intel Core 2 Duo, 1,6 GHz, 80GB merevlemez, 2GB RAM, 13,3 inches kijelző, 1280x800 képpont, wifi (802.110/b/g/n), Bluetooth 2.1, USB, micro-DVI port.
Már az első MacBook Air is megvásárolható volt SSD-vel. Az SSD árak miatt az Apple igen alacsony kapacitású SSD tárhelyet ajánlott, amelyet a több száz gigabájtos tárhelyhez szokott felhasználók nagyon gyorsan elhasználtak, a megtelt tárhelyek felszabadítása, a tárhely menedzselés nem vált az Apple-ről elvárt könnyű használhatóság javára. Technológiai szempontból érthető volt az SSD használata: nincs mozgó alkatrész, így rázkódásra alig érzékeny, az SSD gyorsabb a merevlemeznél és könnyebb is.
Frissítések
A 2008 októberében bejelentett és novembertől értékesített MacBook Air a processzor sebességét tekintve nem volt gyorsabb, mint elődje. Azonban egy gyorsabb 1066 MHz-es buszt kapott, nagyobb, 6 MB-os, chipen lévő L2 gyorsítótárat és egy gyorsabb grafikus chipsetet. Ezenkívül a micro-DVI portot lecserélték az új Mini DisplayPortra, amely nagyobb külső kijelző (2560x1600) meghajtására volt képes.
A 2009 júniusában bemutatott MacBook Airben az Apple növelte a processzor sebességét és csökkentette a MacBook Air árát
MacBook Air 11 inch
A pécés piacon népszerű "NetBook"-ra válaszul 2010. október 20-án az Apple bemutatta a MacBook Air 11 inches változatát – a kijelző pontos mérete 11,6 inch volt a MacBook Air története alatt. A NetBook, SubNoteBook az igen könnyű, nagyon kis kijelzőjű, alacsony tudású, Internethez kapcsolódni tudó számítógépek gyűjtőfogalma. Az alig egy kilós (1,06 kg) súlyú MacBook Air sikert aratott. Kétféle alapkonfigurációban szállították:
- Kétmagos C2D, 1,4 GHz, 64GB SSD, 2GB RAM
- Kétmagos C2D, 1,4 GHz, 128GB SSD, 2GB RAM.

Ezek a MacBook Airek sem voltak bővíthetőek, természetesen.
A 11 inches MacBook Air mellett az Apple frissítette a 13 inches MacBook Airt is.
Frissítések
2011. július 20-án az Apple frissítette a 11 és 13 inches MacBook Airt. A frissítések során mindig erősebb vagy/és gyorsabb processzor, nagyobb SSD került a gépekbe. A 13 inches Air billentyűzete ismét hátulról megvilágított lett, ami nagy segítség a sötétben való munka során. Ezzel a frissítéssel került az Intel i5 vagy rendelésre i7 (Sandy Bridge) processzora is a MacBook Airbe.
A 2012 júniusában bemutatott MacBook Air az Intel következő generációs "Ivy Bridge" architektúráján alapult.
2013. június 10-én az Apple menetrendszerűen frissített MacBook Air-t, a 11 és a 13 inches modellt is az Intel Haswell ULT 1,3 GHz-es kétmagos Intel Core i5 processzorok hajtották. A fejlesztésének köszönhetően már hat-nyolc óra általános munkavégzést biztosított az akkumulátor.
2014. április 29-én az Apple ismét frissítette a MacBook Air-t, amely gyorsabb processzorokkal és jobb akkumulátor-élettartammal rendelkezik. A szokásos konfigurációkban a legtöbb régióban is csökkent az ár.
2015. március 9-én az Apple újra frissítette MacBook Air-t, amely gyorsabb processzorokat, jobb grafikát és Thunderbolt 2-t kínált. A 11 inches MacBook Airt nem újították meg, a gyártása 2016. októberével megszűnt. Egyrészt, bár népszerű volt, igazi vonzerőt nem jelentett, az időközben megjelent táblagépek (2010-ben az Apple iPad valódi helyettesítő termék volt.
2017. június 5-én az Apple frissítette a MacBook Air-t, az alapértelmezett konfiguráció 1,6 GHz helyett 1,8 GHz-es processzort jelentett.
Retina kijelző
2018. október 30-án az Apple bemutatta az újratervezett, 13,3 hüvelykes MacBook Air modellt, Retina kijelzővel (2560x1600 képpont), Apple Touch ID-vel (ujjlenyomat azonosító), Thunderbolt 3-mal, három színben. (ezüst     , űrszürke      és arany     )
Frissítések
Az Apple 2019 júliusában frissített modelleket adott ki True Tone megjelenítési technológiával és frissített billentyűzettel, ugyanazokkal az alkatrészekkel, mint a 2019-es MacBook Pro.
A frissített modellek 2020 márciusában jelentek meg Ice Lake processzorokkal, frissített grafikával, a 6K kimenet támogatásával a Pro Display XDR futtatásához, és a pillangó billentyűzetet egy Magic Keyboard kialakítással helyettesítették, hasonlóan a 2019-es 16 hüvelykes MacBook Pro-hoz.

### MacBook Air – Apple Silicon
Az Apple szakított az Intellel, mert a processzorgyártó nem tudott megfelelni az Apple teljesítmény és hőleadási elvárásainak. 2020. november 10-én az Apple bejelentette, hogy a maga által tervezett M1 processzort kapja a megújított MacBook Air. A készülék ventilátor nélkül szerelt – ez is jelzése az Intel nem megfelelésének. kivitelt használ. Az Apple ismét a legújabb technológiát használta az egyéni használatra szánt hordozható gépénél. 2022. június hatodikán bemutatták az M2 processzorral szerelt MacBook Airt. A gép nagyobb, 13,6 hüvelykes Liquid Retina kijelzővel, 1080p-s FaceTime HD kamerával, négy hangszórós hangrendszerrel, 18 órás akkumulátor-üzemidővel és MagSafe töltéssel rendelkezik. Négy színben elérhető: ezüst     , űrszürke     , éjféli      és csillagfényes     .
2023 júniusában az Apple bemutatta az évek óta várt 15 inches MacBook Airt. A gépet két alapkonfigurációban forgalmazták. A kisebbik Airt 8 GB egyesített memóriával és 256 GB-os SSD-tárolóval (nettóár: 629 900 Ft), a nagyobbik Airt 16 GB  egyesített memóriával és 512 GB-os SSD-tárolóval szállították (nettóár: 729 900 Ft). Mindkét gépbe az Apple M2 processzora került (8 magos CPU, 10 magos magos GPU, 16 magos Neural Engine), két USB-C és egy fülhallgató kimenet jack adta a csatlakozási lehetőségeket. A táp MagSafe megoldású – a tápkábel mágnesesen kötődik a géphez, kis erő hatására a kapcsolat megszakad, a kábel nem tépődik ki, nem törik bele a gépbe. A gépet négy színben forgalmazták: éjféli     , űrszürke     , csillagfényes      és ezüst     .

## A MacBook Air számítógépek technikai adatainak összehasonlító táblázata
A táblázatban az alapkonfigurációk értékei szerepelnek.

| MacBook Air    | bemutatva kivezetve          | legkisebb (alap) processzor | legalacsonyabb (alap) órajel (GHz) | merevlemez (GB) minimum kapacitás | SSD (GB) minimum kapacitás | memória (GB), alapkonfiguráció | Kijelző mérete | Maximális felbontás (képpont) | FaceTime camera (640 × 480) | 720p FaceTime HD camera | 1080p FaceTime HD camera | Wi-fi 802.11 | Bluetooth | USB 2.0 (480Mb/s) | USB 3.0 (5Gb/s) | Thunderbolt 3 (USB 3.1 támogatás) | Thunderbolt 3 (USB 4 támogatás) |
| -------------- | ---------------------------- | --------------------------- | ---------------------------------- | --------------------------------- | -------------------------- | ------------------------------ | -------------- | ----------------------------- | --------------------------- | ----------------------- | ------------------------ | ------------ | --------- | ----------------- | --------------- | --------------------------------- | ------------------------------- |
| MacBook Air    | 2008. január 2008. október   | C2D                         | 1,6                                | 80                                |                            | 2                              | 13,3           | 1280x800                      | x                           |                         |                          | a/b/g/n      | 2.1 + EDR | 1                 |                 |                                   |                                 |
| Late 2008      | 2008. október 2009. június   | C2D                         | 1,6                                | 120                               |                            | 2                              | 13,3           | 1280x800                      | x                           |                         |                          | a/b/g/n      | 2.1 + EDR | 1                 |                 |                                   |                                 |
| Mid 2009       | 2009. június 2010. október   | C2D                         | 1,86                               | 120                               |                            | 2                              | 13,3           | 1280x800                      | x                           |                         |                          | a/b/g/n      | 2.1 + EDR | 1                 |                 |                                   |                                 |
| Late 2010      | 2010. október 2011. július   | C2D                         | 1,4                                |                                   | 64                         | 2                              | 11,6           | 1366x768                      | x                           |                         |                          | a/b/g/n      | 2.1 + EDR | 1                 |                 |                                   |                                 |
| Late 2010      | 2010. október 2011. július   | C2D                         | 1,86                               |                                   | 128                        | 2                              | 13,3           | 1440x900                      | x                           |                         |                          | a/b/g/n      | 2.1 + EDR | 2                 |                 |                                   |                                 |
| Mid 2011       | 2011. július 2012. június    | i5                          | 1,6                                |                                   | 64                         | 2                              | 11,6           | 1366x768                      |                             | x                       |                          | n            | 4         |                   | 2               |                                   |                                 |
| Mid 2011       | 2011. július 2012. június    | i5                          | 1,7                                |                                   | 128                        | 2                              | 13,3           | 1440x900                      |                             | x                       |                          | n            | 4         |                   | 2               |                                   |                                 |
| Mid 2012       | 2012. június 2014. június    | i5                          | 1,7                                |                                   | 64                         | 2                              | 11,6           | 1366x768                      |                             | x                       |                          | n            | 4         |                   | 2               |                                   |                                 |
| Mid 2012       | 2012. június 2014. június    | i5                          | 1,8                                |                                   | 128                        | 2                              | 13,3           | 1440x900                      |                             | x                       |                          | n            | 4         |                   | 2               |                                   |                                 |
| Mid 2013       | 2013. június 2014. április   | i5                          | 1,3                                |                                   | 128                        | 4                              | 11,6           | 1366x768                      |                             | x                       |                          | ac           | 4         |                   | 2               |                                   |                                 |
| Mid 2013       | 2013. június 2014. április   | i5                          | 1,3                                |                                   | 128                        | 4                              | 13,3           | 1440x900                      |                             | x                       |                          | ac           | 4         |                   | 2               |                                   |                                 |
| Early 2014     | 2014. április 2015. március  | i5                          | 1,4                                |                                   | 128                        | 4                              | 11,6           | 1366x768                      |                             | x                       |                          | ac           | 4         |                   | 2               |                                   |                                 |
| Early 2014     | 2014. április 2015. március  | i5                          | 1,4                                |                                   | 128                        | 4                              | 13,3           | 1440x900                      |                             | x                       |                          | ac           | 4         |                   | 2               |                                   |                                 |
| Early 2015     | 2015. március 2016. október  | i5                          | 1,6                                |                                   | 128                        | 4                              | 11,6           | 1366x768                      |                             | x                       |                          | ac           | 4         |                   | 2               |                                   |                                 |
| Early 2015     | 2015. március 2017. június   | i5                          | 1,6                                |                                   | 128                        | 4                              | 13,3           | 1440x900                      |                             | x                       |                          | ac           | 4         |                   | 2               |                                   |                                 |
| 2017           | 2017. június 2019. július    | i5                          | 1,8                                |                                   | 128                        | 8                              | 13,3           | 1440x900                      |                             | x                       |                          | ac           | 4         |                   | 2               |                                   |                                 |
| Retina 13 2018 | 2018. október 2019. július   | i5                          | 1,6                                |                                   | 128                        | 8                              | 13,3           | 2560x1600                     |                             | x                       |                          | ac           | 4.2       |                   |                 | 2                                 |                                 |
| Retina 13 2019 | 2019. július 2020. március   | i5                          | 1,6                                |                                   | 128                        | 8                              | 13,3           | 2560x1600                     |                             | x                       |                          | ac           | 4.2       |                   |                 | 2                                 |                                 |
| Retina 13 2020 | 2020. március 2020. november | i3                          | 1,1                                |                                   | 256                        | 8                              | 13,3           | 2560x1600                     |                             | x                       |                          | ac           | 5.0       |                   |                 | 2                                 |                                 |
| M1             | 2020. november 2022. június  | M1                          | 3,2                                |                                   | 128                        | 8                              | 13,3           | 2560x1600                     |                             | x                       |                          | ax           | 5.0       |                   |                 |                                   | 2                               |
| M2             | 2022. június gyártásban      | M2                          | 3,5                                |                                   | 256                        | 8                              | 13,6           | 2560x1664                     |                             |                         | x                        | ax           | 5.0       |                   |                 |                                   | 2                               |
| M2             | 2023. június gyártásban      | M2                          | na                                 |                                   | 256                        | 8                              | 15,3           | na                            |                             |                         | x                        | ax           | 5.0       |                   |                 |                                   | 3                               |
| M3             | 2024. március gyártásban     | M3                          | na                                 |                                   | 512                        | 8                              | 13,6           | 2560x1664                     |                             |                         | x                        | ax (6E)      | 5.3       |                   |                 |                                   | 2                               |
| M3             | 2024. március gyártásban     | M3                          | na                                 |                                   | 256                        | 8                              | 15,3           | 2880x1864                     |                             |                         | x                        | ax (6E)      | 5.3       |                   |                 |                                   | 3                               |

## MacBook Air (MBA), MacBook (MB) és MacBook Pro (MBP) számítógépek az időben
A grafikon adatai utoljára 2023. június 6-án frissültek. A szín sötétebb változata az egymást követő gépek megkülönböztetését szolgálja. A színek kezdete a bemutató időpontja, a forgalmazás több esetben is hónapokkal később kezdődött. Megeshet, hogy egy csík végét kitakarja egy másik csík eleje. Előfordul, hogy a gyártás befejezését követően még egy ideig forgalomban marad a Mac adott verziója. A piros vonalak a processzor váltást jelzik. Az egyes eszközök technikai paraméterei a MacTracker alkalmazásból származnak.
| A MacBook, MacBook Air és MacBook Pro számítógépek idővonalon |
| --- |
| A grafikon adatai utoljára 2023. október 30-án frissültek. A szín sötétebb változata az egymást követő gépek megkülönböztetését szolgálja. A színek kezdete a bemutató időpontja, a forgalmazás több esetben is hónapokkal később kezdődött. Megeshet, hogy egy csík végét kitakarja egy másik csík eleje. Előfordul, hogy a gyártás befejezését követően még egy ideig forgalomban marad a Mac adott verziója. A piros vonalak a processzor váltást jelzik. Az adatok forrása a Jegyzetekben található. |